# III. třída okresu Brno-venkov
III. třída okresu Brno-venkov (okresní soutěž III. třídy) patří společně s ostatními třetími třídami mezi deváté nejvyšší fotbalové soutěže v Česku. Je řízena Okresním fotbalovým svazem Brno-venkov. Hraje se každý rok od léta do jara se zimní přestávkou. Účastní se ji 14 týmů z okresu Brno-venkov, každý s každým hraje jednou na domácím hřišti a jednou na hřišti soupeře. Celkem se tedy hraje 26 kol. Vítězem se stává tým s nejvyšším počtem bodů v tabulce a postupuje do II. třídy okresu Brno-venkov. Poslední dva týmy sestupují do IV. třídy. Do III. třídy vždy postupuje vítězný a druhý tým z IV. třídy. Od sezóny 2009/2010 pod názvem Městská soutěž - Brno-venkov

## Vítězové

### III. třída okresu Brno-venkov skupina A
| Ročník    | Vítězný tým              |
| --------- | ------------------------ |
| 2003/2004 | TJ Sokol Žabčice         |
| 2004/2005 | TJ Blažovice             |
| 2005/2006 | SK Prace                 |
| 2006/2007 | RAFK Rajhrad „B“         |
| 2007/2008 | TJ Sokol Žabčice         |
| 2008/2009 | SK Babice nad Svitavou   |
| 2009/2010 | FK Podolí u Brna         |
| 2010/2011 | SK Vojkovice „B“         |
| 2011/2012 | TJ Sokol Opatovice       |
| 2012/2013 | TJ Rajhradice            |
| 2013/2014 | TJ Ochoz u Brna          |
| 2014/2015 | SK Pozořice              |
| 2015/2016 | SK Blučina               |
| 2016/2017 | SK Vojkovice „B“         |
| 2017/2018 | FK Pojihlavan Kupařovice |
| 2018/2019 |                          |

### III. třída okresu Brno-venkov skupina B
| Ročník    | Vítězný tým            |
| --------- | ---------------------- |
| 2003/2004 | FC Ivančice „B“        |
| 2004/2005 | TJ Sokol Řeznovice     |
| 2005/2006 | TJ Sokol Mělčany       |
| 2006/2007 | TJ Sokol Prštice       |
| 2007/2008 | TJ Sokol Senorady      |
| 2008/2009 | TJ Čechie Zastávka „B“ |
| 2009/2010 | SK Říčany              |
| 2010/2011 | FC Ivančice „B“        |
| 2011/2012 | TJ Sokol Střelice      |
| 2012/2013 | TJ Oslavany            |
| 2013/2014 | TJ Sokol Zakřany       |
| 2014/2015 | FC Ivančice „B“        |
| 2015/2016 | TJ Sokol Popůvky       |
| 2016/2017 | AFK Tišnov „B“         |
| 2017/2018 | TJ Sokol Troubsko      |
| 2018/2019 |                        |